# Мост Франкфорд-авеню
Мост Франкфорд-авеню — трёхпролётный арочный мост через ручей Пеннипак-крик (приток реки Делавэр) в Филадельфии; самый старый сохранившийся мост в Соединённых Штатах Америки. В настоящее время используется как двухполосный автомобильный мост с ограничением массы транспортных средств до 20 тонн, его длина составляет 22 метра.
10 марта 1683 года Генеральная ассамблея вновь провозглашённой британской колонии Пенсильвания законодательно постановила силами окрестных жителей построить мосты через реки и ручьи по всей пенсильванской части Королевской дороги, протянувшейся от Чарлстона до Бостона. Мосты должны были иметь ширину не менее десяти футов и иметь перила с каждой стороны, территория вокруг них подлежала расчистке.
Бетонный мост, обложенный камнем, на пути из Филадельфии в сторону Трентона и Нью-Йорка, был сооружён в 1697 году по личному указанию основателя Филадельфии Уильяма Пенна, чей дом располагался на противоположном от города берегу ручья. В 1756 году по мосту Франкфорд-авеню пролёг первый маршрут общественного транспорта — дилижанс между Филадельфией и Нью-Йорком. Все прибывавшие в Филадельфию с севера верхом или в экипаже, в частности делегаты Континентальных конгрессов 1774—1775 годов, проезжали через этот мост. В 1789 году мост пересёк Джордж Вашингтон по пути в Нью-Йорк на первую инаугурацию президента Соединённых Штатов Америки.
В 1803 году дорожное полотно на мосту укрепили слоем щебня, тогда же у южного въезда на мост появился пункт взимания платы. Проезд стал свободным лишь в 1892 году, когда дорога была выкуплена городскими властями Филадельфии. Тогда же мост был расширен, а в 1895 году по нему пошли трамваи, в 1955 году заменённые на троллейбусы. Мост реконструировался ещё дважды — в 1950 и 2018 годах с сохранением первоначальной конструкции и внешнего вида.
В 1970 году году мост Франкфорд-авеню стал одним из национальных исторических памятников гражданского строительства США, а в 1988 году он был включён в Национальный реестр исторических мест США.